# Ice Age: The Meltdown
Ice Age: The Meltdown is een Amerikaanse computeranimatiefilm uit 2006, onder regie van Carlos Saldanha. De film is een vervolg op Ice Age (2002).
De film werd in totaal in 70 landen uitgebracht, waarvan China als laatste. De film kreeg van de MPAA de rating PG vanwege het taalgebruik. De werktitel van de film was Ice Age 2: The Meltdown, maar voor de première werd besloten de 2 uit de titel te halen.

## Verhaal
De ijstijd is ten einde, en overal begint het ijs te smelten. Overal verzamelen dieren zich rond de poelen smeltwater, waaronder de drie protagonisten uit de vorige film: de wolharige mammoet Manny, de luiaard Sid, en de smilodon Diego.
Het smeltwater brengt echter ook gevaren met zich mee. De vallei waar de groep zich bevindt dreigt onder te lopen. Het water wordt enkel nog tegengehouden door enkele gletsjers. Een gier vertelt de groep dat ze zichzelf kunnen redden door een enorme boomstam als boot te gebruiken. De groep trekt eropuit om zo’n boomstam te vinden.
Manny wordt tijdens de tocht regelmatig bespot door Sid over het feit dat hij de laatste mammoet is. Dan ontmoet hij echter Ellie, een vrouwelijke mammoet. Sid nodigt haar uit om mee te reizen met de groep. Aanvankelijk denkt ze dat ze een opossum is omdat ze werd grootgebracht door twee opossums. De groep wordt tijdens hun tocht opgejaagd door Cretaceous en Maelstrom; twee prehistorische wezens die jarenlang in het ijs zijn ingevroren geweest, en nu weer ontwaken omdat het ijs om hen heen ontdooit.
Wanneer de overstroming uiteindelijk komt, redt Manny Ellie van de verdrinkingsdood. Diego overwint zijn angst voor water en redt Sid. Cretaceous en Maelstrom arriveren, maar Manfred slaagt erin zich voorgoed van hen te ontdoen door een rots op ze te laten vallen. Uiteindelijk redt de sabeltandeekhoorn Scrat de situatie door onbedoeld een scheur te maken in een gletsjer, zodat het water wegstroomt.
Aan het eind van de film vinden Manny en Ellie een kudde mammoeten, maar in plaats van met hen mee te gaan besluiten ze bij Diego, Sid en Ellies opossumbroers te blijven.

## Rolverdeling
| Rol              | Engels              | Nederlands        | Vlaams               |
| ---------------- | ------------------- | ----------------- | -------------------- |
| Manny            | Ray Romano          | Jack Wouterse     | Wim Opbrouck         |
| Sid              | John Leguizamo      | Carlo Boszhard    | Chris Van Den Durpel |
| Diego            | Denis Leary         | Filip Bolluyt     | Lucas Van den Eynde  |
| Crash            | Seann William Scott | Eddy Zoëy         | Rik Van Geel         |
| Eddie            | Josh Peck           | Tygo Gernandt     | Jelle De Beule       |
| Ellie            | Queen Latifah       | Daphne Bunskoek   | Tania Van der Sanden |
| Eenzame gier     | Will Arnett         |                   |                      |
| Fast Tony        | Jay Leno            | Stan Limburg      | Tom Van Dyck         |
| Scrat            | Chris Wedge         | Chris Wedge       | Chris Wedge          |
| Miereneter vader | Stephen Root        | Sipke Jan Bousema |                      |
| Kalkoen moeder   | Renee Taylor        | Nicolette van Dam | Kim Gevaert          |
| Mini luiaard     | Clea Lewis          | Sita Vermeulen    |                      |
| Molegel opa      | Jason Fricchione    |                   | Wim Helsen           |
| Mestkever papa   | Peter Ackerman      |                   | Tom Lenaerts         |
| Mestkever mama   | Clea Lewis          |                   | Els Dottermans       |
| Aasgier man      | James Edmund Godwin | Stanley Burleson  |                      |

## Achtergrond

### Ontvangst
De film werd met gemengde reacties ontvangen. Op Rotten Tomatoes kreeg de film in totaal 56% aan positieve beoordelingen.
Qua opbrengst overtrof de film echter alle verwachtingen. In het openingsweekend bracht de film 68.033.544 dollar op. Daarmee was de film de op een na meest succesvolle film die niet in de zomermaanden of rond de kerstperiode uitkwam. Alleen The Passion of the Christ bracht meer op. In Nederland bracht de film in de eerste week 152.262 euro op, niet genoeg voor een plaats in de top 10 van meest succesvolle films. In de tweede week belandde de film echter op de eerste plaats van deze top 10 met een opbrengst van 1.350.375 euro. In totaal bracht de film wereldwijd 651.564.512 dollar op.

### Filmmuziek
Het geluidsspoor bevat onder andere het nummer "Food Glorious Food" uit de musical en film Oliver!. Verder werd de muziek gecomponeerd door John Powell.

## Prijzen en nominaties
| jaar | prijs                                     | categorie                                                                            | genomineerde(n)                                              | uitslag     |
| ---- | ----------------------------------------- | ------------------------------------------------------------------------------------ | ------------------------------------------------------------ | ----------- |
| 2006 | Artios                                    | Best Animated Voice-Over Feature Casting                                             | Christian Kaplan                                             | genomineerd |
| 2006 | Golden Screen                             | -                                                                                    | -                                                            | gewonnen    |
| 2006 | NRJ Ciné Award                            | Best Dubbing in a Film (Meilleur "avec la voix de...")                               | Elie Semoun                                                  | gewonnen    |
| 2006 | Satellite Award                           | Beste film – animatie of gemengde media                                              | -                                                            | genomineerd |
| 2006 | Satellite Award                           | Best Youth DVD                                                                       | -                                                            | genomineerd |
| 2006 | World Soundtrack Award                    | Soundtrack Composer of the Year                                                      | John Powell                                                  | genomineerd |
| 2007 | Annie Award                               | Best Animated Effects                                                                | John David Thornton                                          | genomineerd |
| 2007 | Annie Award                               | Best Character Design in an Animated Feature Production                              | Peter DeSève                                                 | genomineerd |
| 2007 | Annie Award                               | Best Directing in an Animated Feature Production                                     | Carlos Saldanha                                              | genomineerd |
| 2007 | Annie Award                               | Best Music in an Animated Feature Production                                         | John Powell                                                  | genomineerd |
| 2007 | Annie Award                               | Best Storyboarding in an Animated Feature Production                                 | William H. Frake III                                         | genomineerd |
| 2007 | Blimp Award                               | Favorite Voice from an Animated Movie                                                | Queen Latifah                                                | gewonnen    |
| 2007 | Blimp Award                               | Favorite Animated Movie                                                              | -                                                            | genomineerd |
| 2007 | Golden Reel Award                         | Best Sound Editing Sound Effects, Foley, Dialogue and ADR for Feature Film Animation | Randy Thom, Douglas Murray, Sue Fox, Gwendolyn Yates Whittle | genomineerd |
| 2007 | Motion Picture Producer of the Year Award | Animated Motion Picture                                                              | Lori Forte                                                   | genomineerd |
| 2007 | People's Choice Award                     | beste familiefilm                                                                    | -                                                            | genomineerd |